# Afroepacra kuhlgatzi
Afroepacra kuhlgatzi är en insektsart som först beskrevs av Griffini 1908.  Afroepacra kuhlgatzi ingår i släktet Afroepacra och familjen Gryllacrididae. Inga underarter finns listade i Catalogue of Life.